# 庫珀維爾
庫珀維爾（Coupeville）是美國華盛頓州島縣的縣治，位於惠德比島，人口1,831人。

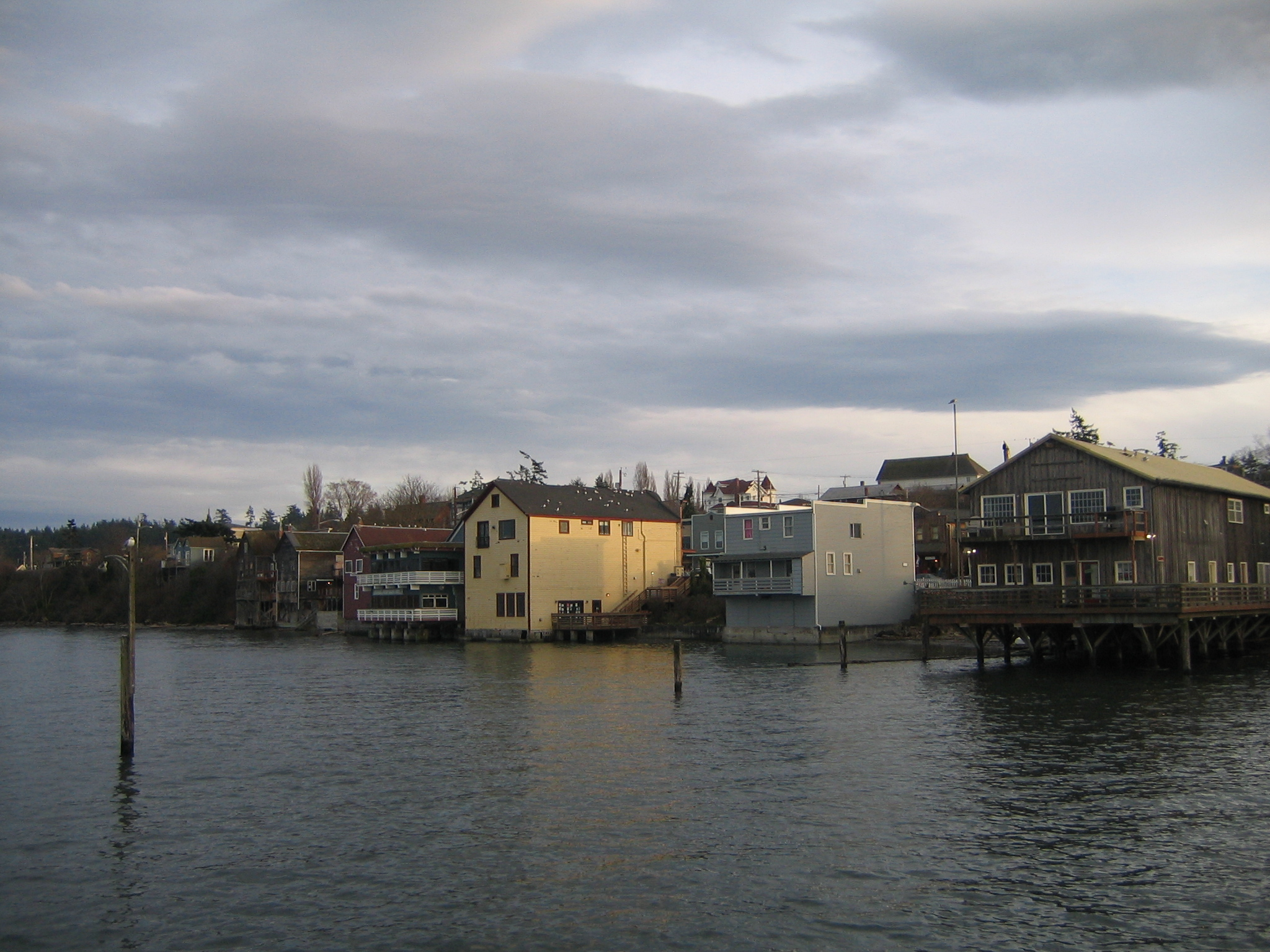
庫珀維爾

在欧洲人來到當地之前，當地的原住民是下斯卡吉特人。庫珀維爾這個名字來自於托馬斯·庫珀維爾。